# Nanny (filme)
Nanny (bra: Nanny) é um filme de terror psicológico americano de 2022 escrito e dirigido por Nikyatu Jusu, em sua estreia na direção de longas. O filme é estrelado por Anna Diop, Michelle Monaghan, Sinqua Walls, Morgan Spector, Rose Decker e Leslie Uggams. Jason Blum atua como produtor executivo por meio de seu banner da Blumhouse Television.
Nanny teve sua estreia mundial no Festival Sundance de Cinema em 22 de janeiro de 2022, onde ganhou o Grande Prêmio do Júri, tornando-se o primeiro filme de terror a ganhar este prêmio em Sundance. O filme teve um lançamento limitado nos cinemas em 23 de novembro de 2022, pela Amazon Studios, antes de ser transmitido no Prime Video em 16 de dezembro de 2022.

## Elenco
- Anna Diop como Aisha
- Michelle Monaghan como Amy
- Sinqua Walls como Malik
- Morgan Spector como Adam
- Rose Decker como Rose
- Leslie Uggams como Kathleen
- Zephani Idoko como Sallay

Além disso, Olamide Candide-Johnson e Jahleel Kamara fazem breves aparições como Mariatou e Lamine, respectivamente.

## Produção
Em 13 de abril de 2021, foi anunciado que Nikyatu Jusu faria sua estreia na direção com Nanny, um filme que ela escreveu e faz parte da Lista Negra de 2020 de roteiros que não seriam lançados nos cinemas durante aquele ano civil. Em junho de 2021, Anna Diop, Michelle Monaghan, Sinqua Walls, Morgan Spector, Zephani Idoko e Phylicia Rashad se juntaram ao elenco do filme. Rashad foi substituída por Leslie Uggams antes do início da produção.
A fotografia principal começou em junho de 2021 na cidade de Nova York, com cinematografia de Rina Yang.

## Lançamento
Nanny teve sua estreia mundial no Festival Sundance de Cinema em 22 de janeiro de 2022. Em março de 2022, a Amazon Studios e a Blumhouse Productions adquiriram os direitos de distribuição do filme em um acordo de cerca de US$ 7 milhões, conquistando-os em uma situação competitiva que também incluiu Sony Pictures Classics e Neon. Jason Blum, que se juntou ao filme como produtor executivo após a aquisição, comentou: "Estamos orgulhosos de ter a roteirista/diretora de Nanny Nikyatu Jusu como parte de nossa lista para a Amazon. É uma joia de filme de terror que combina um cinema impressionante e uma narrativa poderosa, e é digno do Grande Prêmio do Júri concedido em Sundance." Os estúdios planejam lançar o filme nos cinemas e no Prime Video. Uma apresentação especial do filme foi exibido no Festival Internacional de Cinema de Toronto em setembro de 2022, seguido por um no AFI Fest 2022 em 3 de novembro de 2022. Nanny teve um lançamento limitado nos cinemas em 23 de novembro de 2022, pela Amazon Studios, antes para streaming no Prime Video a partir de 16 de dezembro de 2022.

## Recepção
O filme recebeu críticas positivas da crítica. No site agregador de resenhas Rotten Tomatoes, 90% das 143 resenhas dos críticos são positivas, com nota média de 7/10. O consenso do site diz: "Liderado pela forte atuação central de Anna Diop, a inteligente e inquietante Nanny é uma estreia promissora para o diretor e roteirista Nikyatu Jusu." O Metacritic, que usa uma média ponderada, atribuiu ao filme uma pontuação de 72 em 100, com base em 30 críticos, indicando "críticas geralmente favoráveis".

### Prêmios
No Festival Sundance de Cinema de 2022, Nanny ganhou o Grande Prêmio do Júri na Competição Dramática dos Estados Unidos, que fez do filme o primeiro filme de terror, e Jusu a segunda cineasta negra, a ganhar o prêmio principal.